# Europese kampioenschappen judo 1974
De Europese kampioenschappen judo 1974 werden van 2 tot en met 5 mei 1974 gehouden in Londen, Verenigd Koninkrijk. 

## Resultaten
| Gewichtsklasse | Goud               | Zilver               | Brons                               |
| -------------- | ------------------ | -------------------- | ----------------------------------- |
| – 63 kg        | Sergei Melnichenko | Danny Da Costa       | Shengeli Pitskhelauri Michel Algisi |
| – 70 kg        | Günter Krüger      | Valery Dvoinikov     | Engelbert Dörbandt Gérard Gautier   |
| – 80 kg        | Jean-Paul Coche    | Antoni Reiter        | Bob Debelius Adam Adamczyk          |
| – 93 kg        | Goran Žuvela       | Günther Neureuther   | David Starbrook Dietmar Lorenz      |
| + 93 kg        | Givi Onashvili     | Chris Dolman         | Wolfgang Zuckschwerdt Rémi Berthet  |
| Open           | Serhei Novikov     | Sjota Tsjotsjisjvili | Wolfgang Zuckschwerdt Imre Varga    |

## Medailleklassement
| Plaats | Land                           | Goud | Zilver | Brons | Totaal |
| 1      | Sovjet-Unie                    | 3    | 2      | 1     | 6      |
| 2      | Duitse Democratische Republiek | 1    | –      | 3     | 4      |
| 2      | Frankrijk                      | 1    | –      | 3     | 4      |
| 4      | Joegoslavië                    | 1    | –      | –     | 1      |
| 5      | Verenigd Koninkrijk            | –    | 1      | 2     | 3      |
| 6      | Bondsrepubliek Duitsland       | –    | 1      | 1     | 2      |
| 6      | Polen                          | –    | 1      | 1     | 2      |
| 8      | Nederland                      | –    | 1      | –     | 1      |
| 9      | Hongarije                      | –    | -      | 1     | 1      |
|        | Totaal                         | 6    | 6      | 12    | 24     |